# Station Howald
Station Howald (Luxemburgs: Gare Houwald, Frans: Gare de Howald, Duits: Bahnhof Howald) is een spoorwegstation in de plaats Howald in de gemeente Hesperange in Luxemburg. Het ligt aan lijn 6. Het wordt beheerd door de Luxemburgse vervoerder CFL.
CFL Lijn 6 en 6a:
Luxemburg · Luxembourg-Howald · Howald · Fentange · Berchem · Bettembourg · Noertzange · Schifflange · Esch-sur-Alzette · Belval-Université · Belval-Lycée · Belval-Rédange · Belvaux-Soleuvre · Oberkorn · Differdange · Niederkorn · Pétange · Lamadeleine · Rodange 

CFL Lijn 6b: Bettembourg · Dudelange-Burange · Dudelange-Ville · Dudelange-Centre · Dudelange-Usines · Volmerange-les-Mines

CFL Lijn 6c: Noertzange · Kayl · Tétange · Rumelange · Rumelange-Ottange

CFL Lijn 6e: Esch-sur-Alzette · La Hoehl · Audun-le-Tiche
Zie ook: CFL Lijn 1 · CFL Lijn 2 · CFL Lijn 3 · CFL Lijn 4 · CFL Lijn 5 · CFL Lijn 7